# Copa del Rei de bàsquet 2023

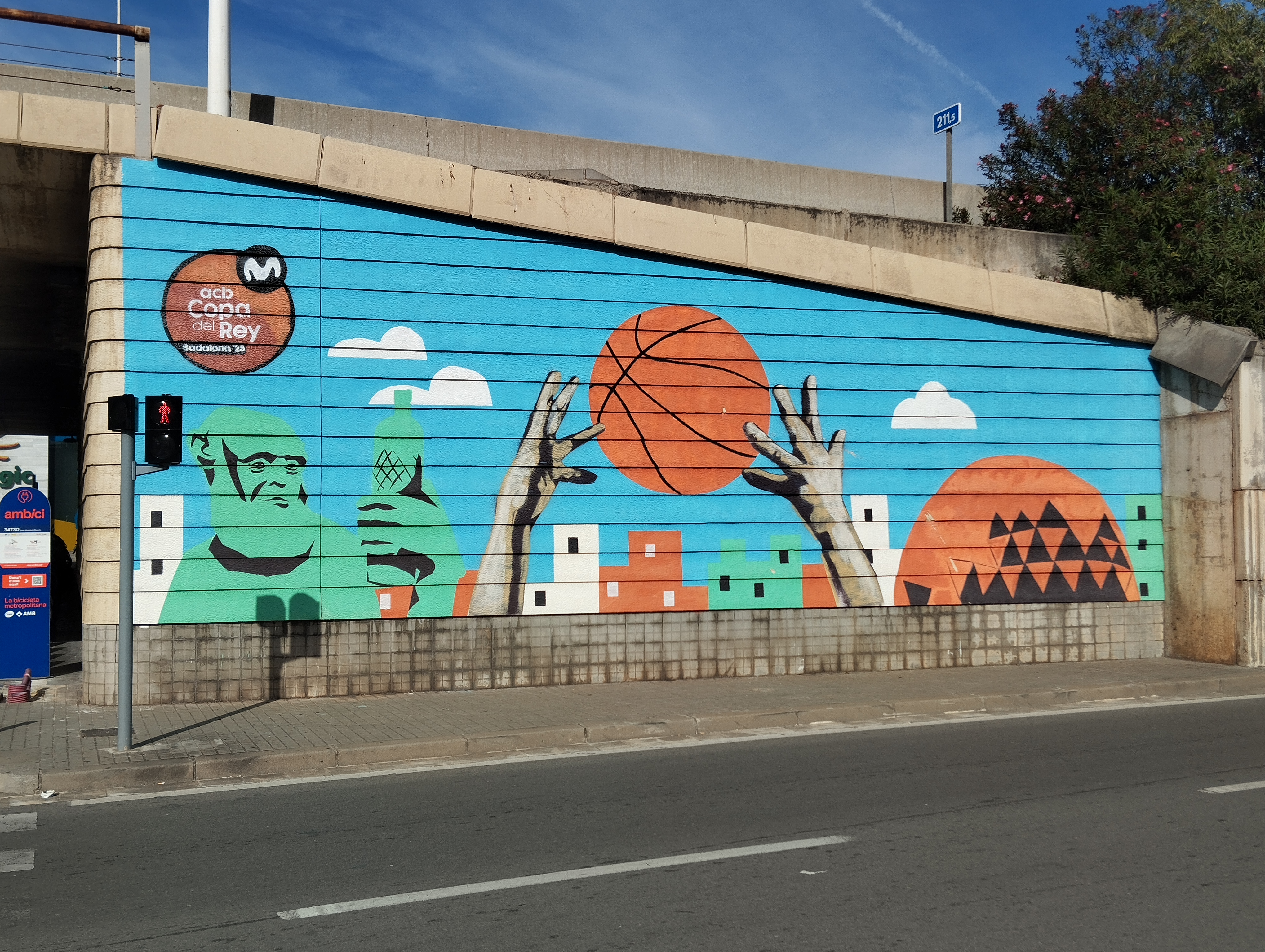
Mural de la competició a Badalona

La 87a edició de la Copa espanyola de bàsquet masculina es va celebrar a Badalona del 16 al 19 de febrer de 2023, i tingué com a seu el Pavelló Olímpic de Badalona.
El trofeu va ser disputat pels vuits primers classificats a la primera volta de la Lliga ACB 2022/23: el Reial Madrid, el Barcelona, el Lenovo Tenerife, el Cazoo Baskonia, l'Unicaja Màlaga, el Gran Canària, el Joventut i el València Basket.
La final es va disputar el 19 de febrer entre l'Unicaja Màlaga i el Lenovo Tenerife, sent el conjunt andalús qui es va proclamar campió en guanyar per 83-80. El base nord-americà Tyson Carter, de l'Unicaja, va ser nomenat MVP del torneig.

## Resultats
|  | Quarts de final | Quarts de final |                 |    | Semifinals | Semifinals |  |  | Final | Final |
|  |                 |                 |                 |    |            |            |  |  |       |       |
|  | 16 de febrer    |                 |                 |    |            |            |  |  |       |       |
|  |                 |                 |                 |    |            |            |  |  |       |       |
|  | Reial Madrid    | 86              |                 |    |            |            |  |  |       |       |
|  | Reial Madrid    | 86              | 18 de febrer    |    |            |            |  |  |       |       |
|  | València BC     | 85              |                 |    |            |            |  |  |       |       |
|  | València BC     | 85              | Reial Madrid    | 82 |            |            |  |  |       |       |
|  | 16 de febrer    |                 | Reial Madrid    | 82 |            |            |  |  |       |       |
|  |                 | Unicaja Màlaga  | 93              |    |            |            |  |  |       |       |
|  | FC Barcelona    | Unicaja Màlaga  | 93              | 87 |            |            |  |  |       |       |
|  | FC Barcelona    |                 | 19 de febrer    | 87 |            |            |  |  |       |       |
|  | Unicaja Màlaga  | 89              |                 |    |            |            |  |  |       |       |
|  | Unicaja Màlaga  | 89              | Unicaja Màlaga  | 83 |            |            |  |  |       |       |
|  | 17 de febrer    |                 | Unicaja Màlaga  | 83 |            |            |  |  |       |       |
|  |                 | Lenovo Tenerife | 80              |    |            |            |  |  |       |       |
|  | Lenovo Tenerife | Lenovo Tenerife | 80              | 89 |            |            |  |  |       |       |
|  | Lenovo Tenerife | 18 de febrer    |                 | 89 |            |            |  |  |       |       |
|  | Gran Canària    | 73              |                 |    |            |            |  |  |       |       |
|  | Gran Canària    | 73              | Lenovo Tenerife | 73 |            |            |  |  |       |       |
|  | 17 de febrer    |                 | Lenovo Tenerife | 73 |            |            |  |  |       |       |
|  |                 | Badalona        | 72              |    |            |            |  |  |       |       |
|  | Badalona        | Badalona        | 72              | 94 |            |            |  |  |       |       |
|  | Badalona        |                 |                 | 94 |            |            |  |  |       |       |
|  | Cazoo Baskonia  | 81              |                 |    |            |            |  |  |       |       |
|  | Cazoo Baskonia  | 81              |                 |    |            |            |  |  |       |       |